# Ioan Dragomir
Ioan Dragomir  (* 11. Oktober 1905 in Arinis, Kreis Maramureș, Rumänien; † 25. April 1985 in Bukarest) war rumänisch-griechisch-katholischer Bischof sowie Weihbischof in Maramureș.

## Leben
Der Bauernsohn Ioan Dragomir besuchte die Grundschule seines Heimatorts und das Gymnasium in Zalau und Baia Mare. Nach dem Abitur trat er in das Priesterseminar in Cluj-Gherla ein. Nach seiner Priesterweihe war er zwei Jahre lang als Pfarrer in der Gemeindeseelsorge tätig. 1934 studierte er Theologie im Ausland, musste aber aus gesundheitlichen Gründen in die Heimat zurückkehren. Nach der Genesung beendete er seine Studien in Rom und promovierte zum Doktor der Theologie. Er wurde Erzpriester von Satu Mare und Domkapitular in Baia Mare. Bereits während des Zweiten Weltkriegs wurde er in seiner pastoralen Tätigkeit beobachtet, bedroht und verfolgt.
Als im Jahre 1948 die Rumänische griechisch-katholische Kirche von dem neuen kommunistischen Regime verboten wurde, versteckte er sich einige Zeit in einer Scheune seines Heimatorts. Eines Nachts, als Bauer gekleidet, fuhr er mit dem Zug nach Bukarest, wurde dort von einem Bewohner seines Heimatorts erkannt und zahlte diesem ein „Schweigegeld“, doch jener ging sofort in eine Gastwirtschaft und setzte das Geld in Alkohol um. In seinem Rausch verriet er den Geistlichen. Ioan Dragomir konnte sich der Verhaftung entziehen, indem er in die Apostolische Nuntiatur in Bukarest floh.
1949 wurde er zum Weihbischof in Maramureș bestellt und gleichzeitig zum Titularbischof von Palaeopolis in Pamphylia ernannt. Die Bischofsweihe empfing er am 6. März 1949 in der Kapelle der Nuntiatur durch den Offzial der Nuntiatur in Rumänien, Bischof Gerald Patrick O’Hara; Mitkonsekrator war Ioan Ploscaru, der Titularbischof von Trapezopolis.
Mit Verabschiedung der Verfassung der Rumänischen Volksrepublik am 13. April 1948 wurden die Beziehungen mit dem Vatikan gelöst und die Nuntiatur geschlossen. Ioan Dragomir wurde verhaftet, verurteilt und inhaftiert. 1964 amnestiert, versteckte er sich in seinem Heimatort. Er arbeitete aus dem Untergrund heraus, organisierte geheime Treffen, weihte Priester und Bischöfe (darunter Emil Riti (1926–2006), Iustin Stefan Paven (1925–1999) und Octavian Cristian (1920–1989)), die aber von Rom nicht anerkannt wurden.
Nach langer schwerer Krankheit starb er am 25. April 1985 in Bukarest und wurde unter großer Anteilnahme von Gläubigen, des Klerus und der „Untergrund-Bischöfe“ Ioan Chertes, Ioan Ploscaru und Alexandru Todea auf dem Friedhof seines Heimatorts in der Nähe des Elterngrabes beigesetzt.